# Stendenbach
Stendenbach ist ein Stadtteil von Kreuztal im nordrhein-westfälischen Kreis Siegen-Wittgenstein.

## Geographie
Stendenbach liegt nordnordwestlich des Stadtzentrums umgeben von Littfeld im Norden, Bockenbach und Eichen im Süden, sowie Krombach im Nordwesten. Die Fläche Stendenbachs umfasst 2,07 km². Die Länge der Stadtteilgrenze beträgt 6,7 Kilometer.

## Geschichte
Eine Erwähnung Stendenbachs fand bereits im ältesten Diözesanregister um das Jahr 1300 statt, in dem der Ort als „Stentenbach“ neben dem ebenfalls benannten „Buckenbach“ verzeichnet wird. Im darauffolgenden Jahrhundert ist ein Gut zu Stendenbach als abgabepflichtig im Siegener Renteiverzeichnis von 1414/1419 registriert. In einem Schatzungsregister des Jahres 1461 sind für Stendenbach drei schatzungspflichtige Personen angegeben.
| Wappen ab 1962 | Zum Amt Ferndorf gehörig, wurde Stendenbach gemeinsam mit Bockenbach am 1. Dezember 1960 in die Gemeinde Eichen eingegliedert. Ab dieser Zeit verfügten die drei ursprünglich eigenständigen Gemeinden auch über ein gemeinsames Wappen. Aufgrund des am 1. Januar 1969 in Kraft getretenen Zweiten Siegerlandgesetzes vom 5. November 1968 wurde Stendenbach dann als Teil der Gemeinde Eichen der Stadt Kreuztal zugeordnet. Nunmehr zählt Stendenbach jedoch wieder als eigenständiger Stadtteil. |

## Wappen
| Wappen der ehemaligen Gemeinde Stendenbach, Kreis Siegen | Blasonierung: „Geteilt von Gold (Gelb) und Blau; oben ein schwarzer Maueranker, unten ein goldenes (gelbes) Hifthorn.“ |
| Wappen der ehemaligen Gemeinde Stendenbach, Kreis Siegen | Wappenbegründung: Das Wappen wurde am 27. Mai 1939 vom Oberpräsidenten der Provinz Westfalen genehmigt. Der Maueranker ist dem Wappen der Herren von Wildenburg, die einst in Stendenbach reich begütert waren, entnommen. Das Hifthorn entstammt Gerichtssiegeln der Gemeinden Ferndorf und Krombach aus dem Jahre 1470. |

## Einwohner
Am 31. Dezember 2016 hatte Stendenbach 656 Einwohner.
Einwohnerentwicklung Stendenbachs:
| Gemeinde    | 1818 | 1885 | 1905 | 1939 | 1950 | 2015 |
| ----------- | ---- | ---- | ---- | ---- | ---- | ---- |
| Stendenbach | 114  | 215  | 249  | 277  | 357  | 669  |